# Соранья
Соранья (італ. Soragna) — муніципалітет в Італії, у регіоні Емілія-Романья,  провінція Парма.
Соранья розташована на відстані близько 390 км на північний захід від Рима, 110 км на північний захід від Болоньї, 23 км на північний захід від Парми.
Населення — 4819 осіб (2014).

## Демографія
Населення за роками:

Станом на 1 січня 2023 року в муніципалітеті офіційно проживало 528 іноземців з 34 країн, серед них 71 громадянин країн Євросоюзу та 10 громадян України.

## Сусідні муніципалітети
- Буссето
- Фіденца
- Фонтанеллато
- Роккаб'янка
- Сан-Секондо-Парменсе
- Полезіне-Цибелло

## Міста-побратими
- Банська Штявниця, Словаччина